# Eugeniusz Arct
Eugeniusz Arct (ur. 24 grudnia 1899 w Odessie, zm. 22 stycznia 1974 w Warszawie) – polski malarz, pedagog.

## Życiorys
Był synem Władysława i Heleny z Drudy'ch (1870–1954). 
Od 1918 przez dwa lata studiował malarstwo w Kunstgewerbeschule w Lucernie u J. van Moosa, naukę kontynuował od 1923 do 1930 roku w warszawskiej Szkole Sztuk Pięknych u Tadeusza Pruszkowskiego. Uzyskał dyplom w 1936 roku. Po ukończeniu studiów w 1930 pozostał na uczelni, pracując jako asystent. Równocześnie tworzył, swoje dzieła wystawiał z tzw. szkołą warszawską, której był współinicjatorem. Grupa ta skupiała malarzy, których prace swoim stylem nawiązywały do późnego impresjonizmu francuskiego (jasne, prześwietlone barwy, tematyka współczesna, ale ujmowana z humorem). Wystawiał swoje prace również w Instytucie Polityki Społecznej Uniwersytetu Warszawskiego i na wystawach organizowanych przez Blok Zawodowych Artystów Plastyków. Wiele wystaw jego prac miało miejsce poza granicami kraju, gdzie obrazy były kupowane do kolekcji muzealnych. 
W 1946 został wykładowcą na warszawskiej Akademii Sztuk Pięknych, a w 1950 otrzymał tam tytuł profesora.
Malował najczęściej martwe natury i pejzaże z okolic Kazimierza Dolnego, Szczawnicy, a po 1945 głównym tematem stała się Warszawa i jej miejski krajobraz. Przedstawione miejsca ukazywane są barwnie, o rozedrganych konturach, które można śmiało określić jako bardzo bliskie impresjonizmowi.
Mieszkał w Warszawie przy al. Armii Ludowej 13/43.
Został pochowany na cmentarzu Powązkowskim (kwatera 133-2-9).

## Życie prywatne
Był mężem malarki Gizeli Hufnagel (1903–1997). 

## Ordery i odznaczenia
- Krzyż Kawalerski Orderu Odrodzenia Polski (11 lipca 1955)[6]
- Złoty Krzyż Zasługi (22 lipca 1953)[7]
- Medal 10-lecia Polski Ludowej (19 stycznia 1955)[8]